# Armand de Bourbon, Prinț de Conti
Armand de Bourbon, Prinț de Conti (n. 11 octombrie 1629, Paris, Regatul Franței – d. 26 februarie 1666, Pézenas, communauté d'agglomération Hérault Méditerranée⁠(d), Franța) a fost nobil francez, fiul cel mic al lui Henric al II-lea, Prinț de Condé și frate al Marelui Condé (le Grand Condé) și al Ducesei de Longueville. Ca membru al Casei de Bourbon a fost Prince du Sang.

## Biografie
Botezat la 23 decembrie 1630 la biserica Saint-Sulpice, Armand de Bourbon-Conti i-a avut ca nași pe Cardinalul Richelieu și pe ducesa de Montmorency. Titlul de prinț de Conti a fost înființat pentru el în 1629.
Având o sănătate delicată și fiind ușor cocoșat, este destinat de către părinții săi pentru preoție și instruit de iezuiți la colegiul Clermont. La 12 decembrie 1641 el a primit conducerea mănăstirii Saint-Denis. În anul următor,  a fost numit stareț la Cluny și va mai primi încă șapte mănăstiri. La data de 6 august 1643 a absolvit ca maestru al artelor, în 1646 și-a luat licența în Teologie la Universitatea din Bourges. La moartea tatălui său, în același an, consiliul de familie decide ca Armand să mai stea un an cu iezuiții, spre dezamagirea lui.
În ianuarie 1649, împreună cu cumantul său, ducele de Longueville, dornici de a obține pălăria de cardinal, el optează pentru Fronda parlamentară, unde a devenit comandant suprem. A fost învins la Charenton la 8 februarie de către fratele său, Prințul de Condé, care a rămas fidel Curții. Dar, după pacea de la Rueil, Condé începe să susțină Fronda. Trio-ul Conti, Condé și Longuevillea a fost oprit de Palatul Regal la 16 ianuarie 1650 și închis în castelul Vincennes, apoi în castelul Marcoussis și în cele din urmă la Le Havre.
În 1651, Cardinalul Mazarin este obligat de Frondă să plece în exil iar Conti este eliberat la 7 februarie. În iunie 1654 este obligat să-și părăsească soția pentru a prelua comanda armatei care a invadat Catalonia. Se va întoarce la 30 noiembrie 1656. La 28 martie 1657 a fost numit Mare Maestru al Franței, a renunțat la viața libertină, suferind fiind de o boală venerică. Armand a primit comanda armatei Italiei și a asediat fără succes orașul Alessandria în mai 1657.

### Căsătorie și copii
În 1654, el s-a căsătorit cu Anne Marie Martinozzi, nepoata Cardinalului Mazarin, prim-ministru al regelui Ludovic al XIV-lea al Franței. Căsătoria a avut loc la Palatul Luvru la 22 februarie 1654. Cuplul a avut trei copii din care doar doi au ajuns adulți:
- Louis de Bourbon (6 septembrie 1658 - 14 septembrie 1658)
- Louis Armand de Bourbon, Prinț de Conti (4 aprilie 1661 - 9 noiembrie 1685); s-a căsătorit în 1680 cu verișoara sa Marie Anne de Bourbon. A murit fără moștenitori la vârsta de 24 de ani; titlul a trecut fratelui său mai mic.
- François Louis de Bourbon, Prinț de Conti (30 aprilie 1664 - 22 februarie 1709); s-a căsătorit în 1680 cu Marie Thérèse de Bourbon. Cuplul a avut trei copii care au atins vârsta adultă; numai unul dintre ei, singurul fiu, Louis Armand II de Bourbon, a avut copii.

## Arbore genealogic
1. ↑  Autoritatea BnF, accesat în 10 octombrie 2015
2. ↑  CONOR.SI[*] Verificați valoarea |titlelink= (ajutor)